# Recessão causada pela pandemia de COVID-19

Mapa mostrando taxas de crescimento reais do PIB de cada país em 2020, conforme registrado pelo Fundo Monetário Internacional em 26 de janeiro de 2021. Países em marrom foram os que enfrentaram recessão.

A recessão da COVID-19 é uma grave crise econômica global que causou recessão em alguns países (principalmente nos Estados Unidos) e em outros uma depressão econômica. É a pior crise econômica global desde a Grande Depressão na década de 1930. A crise começou devido a várias restrições governamentais criadas para conter a pandemia de COVID-19 ainda em curso. O primeiro grande sinal de recessão foi o colapso dos mercados durante a queda do mercado de ações de 2020, que começou no final de fevereiro e durou até março. Mas a queda foi rápida e muitos índices do mercado em todo o mundo se recuperaram. Em setembro de 2020, todas as economias avançadas haviam caído para recessão ou depressão, enquanto todas as economias emergentes estavam em recessão. A modelagem do Banco Mundial sugere que, em algumas regiões, uma recuperação econômica total não será alcançada antes de 2025 ou mais.
A pandemia fez com que metade da população mundial fosse colocada em lockdown para impedir a disseminação de COVID-19. Isso causou graves repercussões nas economias em todo o mundo, logo após uma desaceleração econômica global em 2019, que viu a estagnação dos mercados de ações e da atividade de consumo em todo o mundo.
A recessão tem apresentado aumentos extraordinariamente altos e rápidos no desemprego em muitos países. A Organização das Nações Unidas (ONU) previu em abril de 2020 que o desemprego global eliminará 6,7 por cento das horas de trabalho globalmente no segundo trimestre de 2020 - equivalente a 195 milhões de trabalhadores em tempo integral. Em alguns países, espera-se que o desemprego gire em torno de 10%, com as nações mais afetadas pela pandemia de COVID-19 apresentando taxas de desemprego mais altas. O mundo em desenvolvimento também está sendo afetado por uma queda nas remessas, agravando as crises globais de alimentos.
A recessão viu uma queda no preço do petróleo desencadeada pela guerra de preços do petróleo entre a Rússia e a Arábia Saudita em 2020; o colapso do turismo e da indústria de energia ; e uma queda significativa na atividade de consumo em comparação com a década anterior.

## Contexto

### Queda do mercado de ações

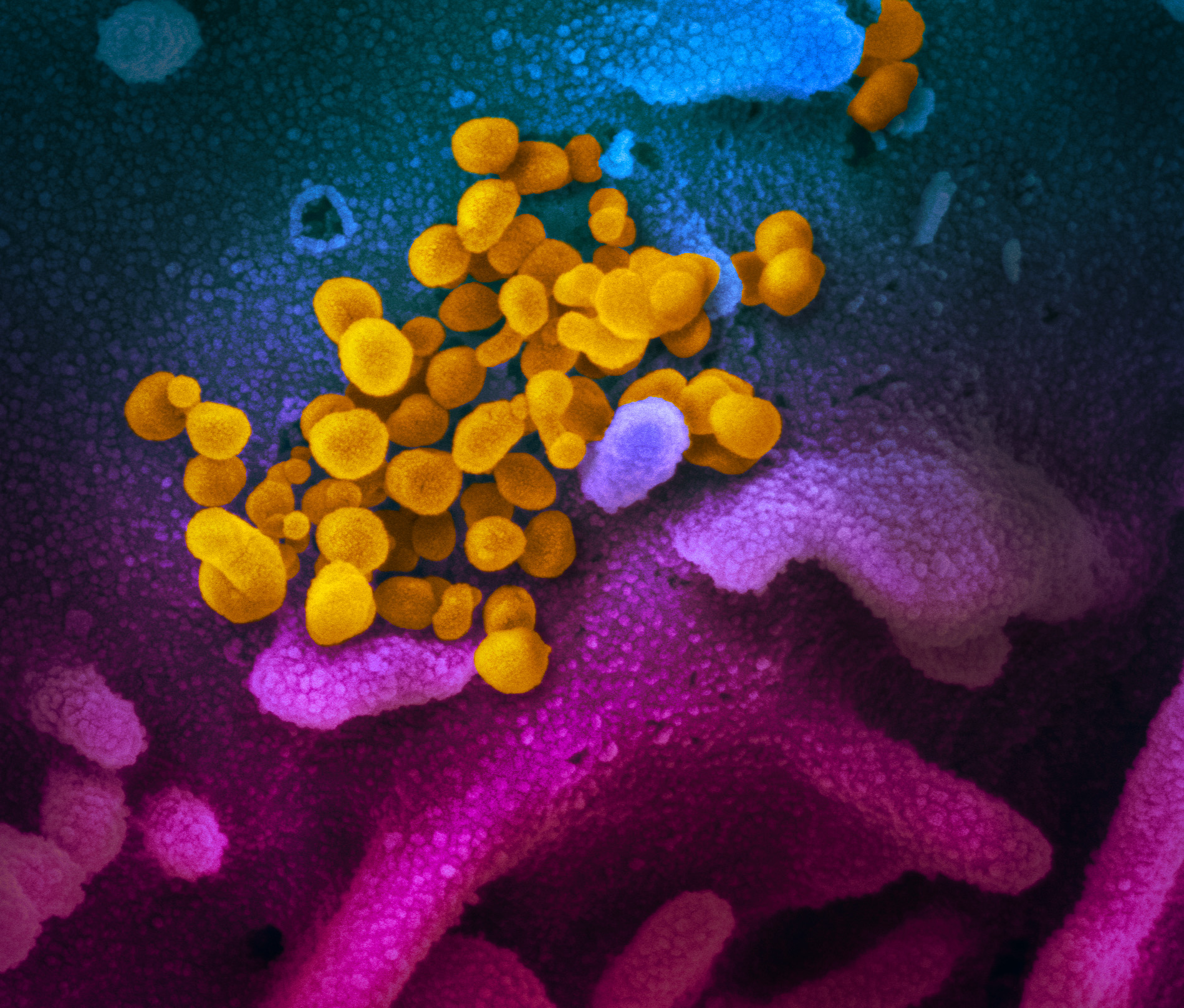
Imagem em microscópio eletrônico do SARS-CoV-2 (centro, amarelo).

No final de fevereiro de 2020, houve um colapso global contínuo do mercado de ações.
A Dow Jones Industrial Average, o Índice S&P 500 e o NASDAQ-100 caíram em uma correção em 27 de fevereiro, durante uma das piores semanas de negociação desde a crise financeira de 2007-2008. Os mercados da semana seguinte (2 a 6 de março) tornaram-se extremamente voláteis, com oscilações de 3% ou mais por sessão diária (exceto em 6 de março). Em 9 de março, os estoques globais caíram mais de 7%, principalmente em resposta à guerra de preços de petróleo entre a Rússia e a Arábia Saudita. Esse acontecimento ficou conhecido coloquialmente como "segunda-feira negra" e foi a pior queda desde o início da Grande Recessão, em 2008.
Depois houve a "quinta-feira negra", dia em que as ações na Europa e na América do Norte caíram mais de 9%. Wall Street teve sua maior queda percentual em um dia desde a segunda-feira negra de 1987 e o FTSE MIB caiu quase 17%, tornando-se o mercado mais atingido na quinta-feira Negra.

### Guerra de preços do petróleo entre Rússia e Arábia Saudita

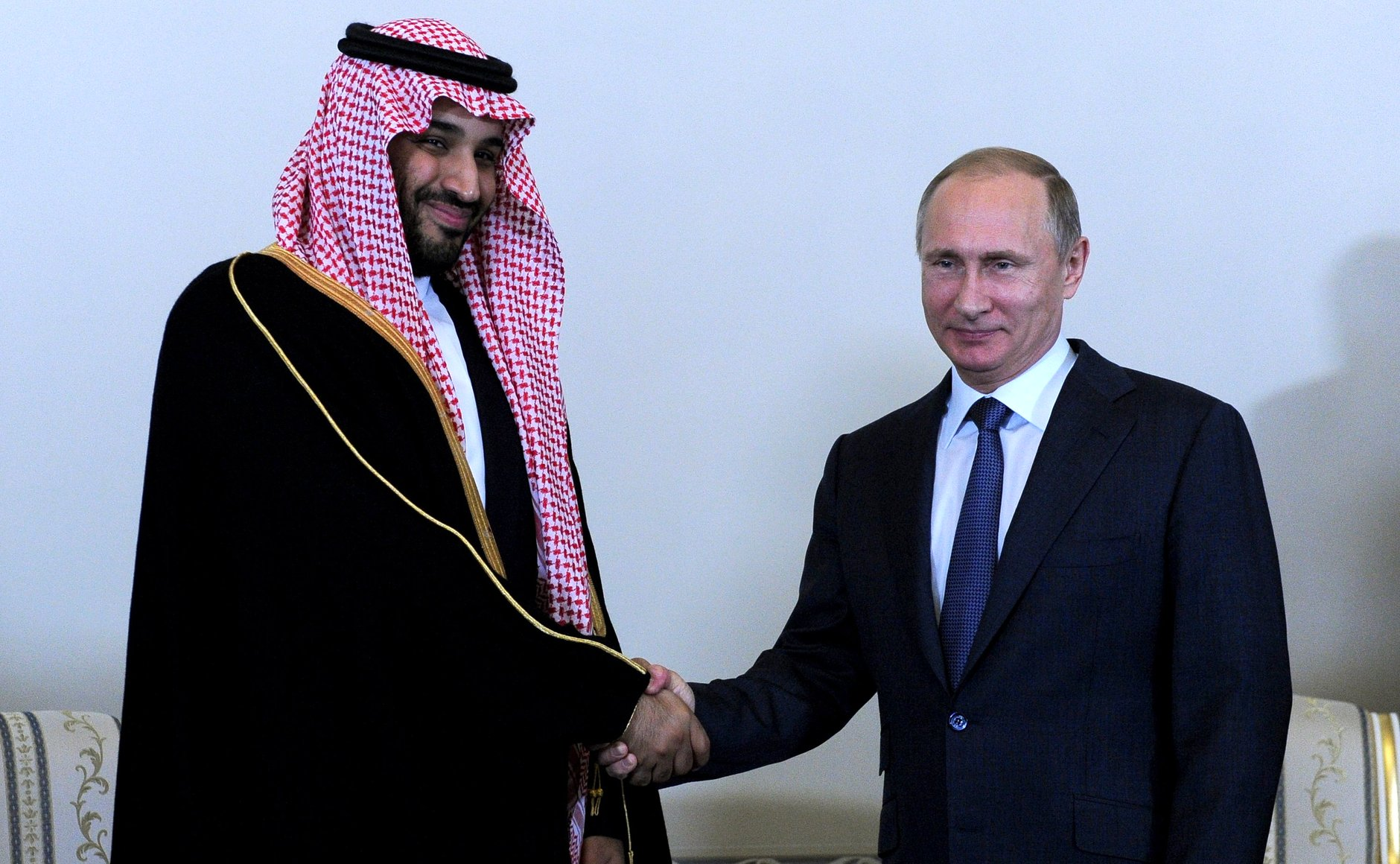
Mohammad bin Salman Al Saud e Vladimir Putin em 2015.

A redução na demanda por viagens e a falta de atividade fabril devido ao surto de COVID-19 afetaram significativamente a demanda por petróleo, causando a queda de seu preço. Em meados de fevereiro, a Agência Internacional de Energia previu que o crescimento da demanda por petróleo em 2020 seria o menor desde 2011. A queda na demanda chinesa resultou em uma reunião da Organização dos Países Exportadores de Petróleo (OPEP) para discutir um possível corte na produção para equilibrar a perda na demanda. O cartel inicialmente fez um acordo provisório para reduzir a produção de petróleo em 1,5 milhão de barris por dia, após uma reunião em 5 de março de 2020 em Viena, que traria os níveis de produção ao nível mais baixo desde a Guerra do Iraque.
Em 8 de março de 2020, a Arábia Saudita anunciou inesperadamente que aumentaria a produção de petróleo bruto e a venderia com desconto (de 6 a 8 dólares por barril) a clientes na Ásia, América do Norte e Europa, após o colapso das negociações, à medida que a Rússia resistisse aos chamados para cortar a produção. Os maiores descontos foram direcionados aos clientes do petróleo russos no noroeste da Europa. Antes do anúncio, o preço do petróleo havia caído mais de 30% desde o início do ano e, após o anúncio da Arábia Saudita, caiu mais 30%, mas depois se recuperou um pouco.

## Por país

### Brasil

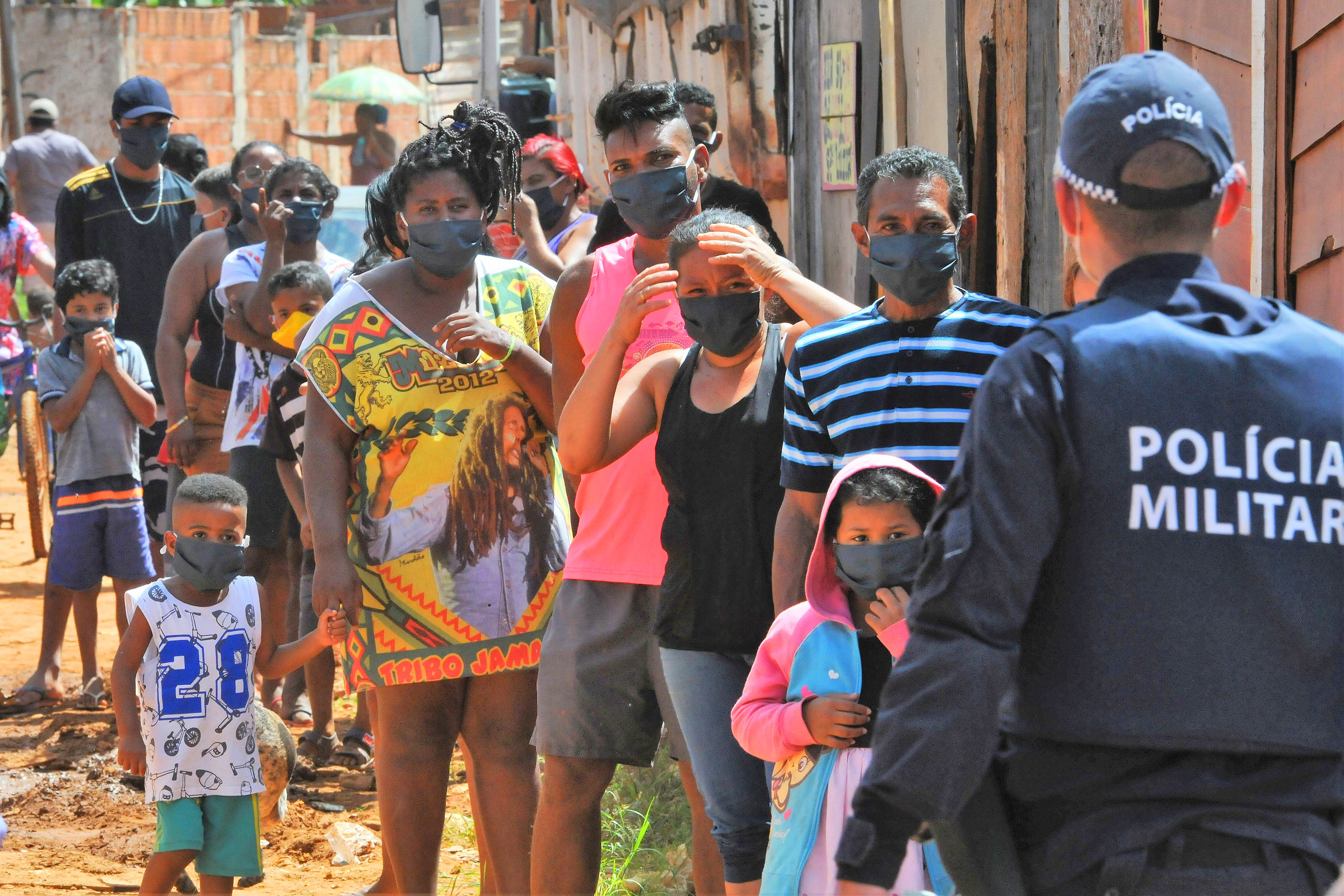
Famílias esperando doação de alimentos durante a crise gerada pela pandemia de COVID-19.

O início da pandemia ocorreu em um momento em que o país ainda se recuperava da recessão de 2015/2016, o que, segundo estimativas, atrasará ainda mais a volta do Produto Interno Bruto (PIB) ao nível pré-crise de 2015. Em maio de 2020, o governo brasileiro previa que a economia do país vai experimentar sua maior queda desde 1900, com uma retração no produto interno bruto (PIB) de 4,7%. No primeiro trimestre de 2020, o PIB era 1,5% menor do que o do primeiro trimestre de 2019 e caiu para os patamares de 2012. Até abril de 2020, pelo menos 600 mil negócios foram à falência e 9 milhões de pessoas foram demitidas.
Segundo a consultoria Capital Economics, o Brasil será um dos países que mais levará tempo para se recuperar da recessão causada pela epidemia, devido ao forte aumento da dívida pública. Segundo o relatório da consultoria, "as repercussões do forte aumento da dívida podem atrasar [a recuperação de] alguns países, incluindo Itália e Brasil, por uma década ou mais".